# Lomaria duplicata
Lomaria duplicata là một loài dương xỉ trong họ Blechnaceae. Loài này được Potts mô tả khoa học đầu tiên năm 1877.
Danh pháp khoa học của loài này chưa được làm sáng tỏ. 